# Серебреников, Сергей Александрович
Серге́й Алекса́ндрович Сере́бреников (12 февраля 1919 — 7 февраля 2015) — художник, художник-постановщик. Заслуженный художник РСФСР (1976).
Окончил Пермский художественный техникум.
Окончил ВГИК (1954). Художник-постановщик киностудии им. М. Горького.

## Фильмография
- 1959 Отчий дом
- 1960 Девичья весна
- 1960 Простая история
- 1961 В трудный час
- 1962 На семи ветрах
- 1962 Я купил папу
- 1966 Серая болезнь
- 1967 Комиссар
- 1967 Три тополя на Плющихе
- 1970 Буба
- 1970 Впереди день
- 1970 Женя
- 1970 Как стать мужчиной
- 1972 А зори здесь тихие
- 1973 Ищу человека
- 1974 Пусть он останется с нами
- 1975 Финист — Ясный сокол
- 1977 Белый Бим черное ухо
- 1977 Запасной аэродром
- 1978 Плата за истину
- 1979 Моя Анфиса
- 1979 Поговори на моем языке
- 1981 Хочу, чтоб он пришел
- 1982 Владивосток, год 1918
- 1985 И на камнях растут деревья
- 1986 Под знаком однорогой коровы
- 1987 Визит к Минотавру
- 1989 Из жизни Федора Кузькина
- 1990 Сто дней до приказа